# Asparagus sekukuniensis
Asparagus sekukuniensis — вид рослин із родини холодкових (Asparagaceae).

## Біоморфологічна характеристика
Це кущ заввишки 2 метри.

## Середовище проживання
Ареал: ПАР (Північні провінції).